# 맹상훈
맹상훈(孟床訓, 1960년 10월 30일 ~ )은 대한민국의 배우이다.

## 생애
1981년 뮤지컬 배우 첫 데뷔하였고 이어 같은 해 1981년 연극배우 데뷔하였으며 이듬해 1982년 MBC 15기 공채 탤런트로 정식 데뷔하였다.
처남은 드라마 《행복한 여자》에서 호섭 역을 배역한 배우이자 MBC 공채 탤런트 1년 후배인 문용민이다.

## 학력
- 경기대학교 불어불문학과 학사

## 출연작

### 드라마
- 1983년 《무역왕 최봉준》
- 1983년 《3840 유격대》
- 1983년 《인간의 문》 - 빨치산 역
- 1984년 《조선왕조 오백년 - 설중매》- 제안대군 이현 역
- 1985년 《조선왕조 오백년 - 임진왜란》 - 이운룡, 충무공 이순신의 부관 역
- 1986년 《꾸러기》
- 1988년 《전원일기》
- 1988년 《조선왕조 오백년 - 인현왕후》
- 1988년 《내일 잊으리》
- 1989년 《추억 만들기》
- 1989년 《황제를 위하여》
- 1989년 《천사의 선택》
- 1990년 《배반의 장미》
- 1990년 《조선왕조 오백년 - 대원군》 - 안필주 역
- 1990년 《추억 여행》
- 1991년 《겨울 이야기》 - 강태주 역
- 1991년 《여명의 눈동자》
- 1991년 《도시인》
- 1992년 《질투》 - 남우제 역
- 1992년 《수요일은 모짜르트를 듣는다》 - 신준일 역
- 1992년 《이젠 아무도 사랑하지 않는다》
- 1993년 《산다는 것은》 - 홍정표 역
- 1994년 《서울의 달》 - 용국 역
- 1994년 《작별》
- 1995년 《해맞이에서 생긴 일》 - 홍탁 역
- 1995년 《모래시계》 - 강우석의 동료 검사 역
- 1995년 《옥이 이모》 - 정선생 역
- 1996년 《프로젝트》
- 1996년 《원지동 블루스》 - 석권 역
- 1996년 《애인》 - 석권 역
- 1996년 《연어가 돌아올 때》
- 1996년 《아빠와 영혼》
- 1996년 《세상에서 가장 아름다운 이별》 - 김근덕 역
- 1997년 《내가 사는 이유》 - 덕배 역
- 1998년 《아빠와 영혼》
- 1998년 《옛사랑의 그림자》
- 1998년 《사랑밖엔 난 몰라》
- 1998년 《포옹》
- 1998년 《애드버킷》
- 1999년 《MBC 베스트극장 - 길 밖에도 세상은 있어》
- 1999년 《허준》 - 내의원 봉사 김만경 역
- 1999년 《안녕 내 사랑》
- 1999년 《아들아 너는 아느냐》 - 호철 역
- 1999년 《KBS 드라마시티 - 은비령》
- 2000년 《황금시대》 - 박진태 역
- 2000년 《불꽃》 - 정 감독 역
- 2001년 《상도》 - 송상 대행수 황대호 역
- 2001년 《어쩌면 좋아》
- 2002년 《고독》 - 박재주 역
- 2002년 《결혼합시다》
- 2003년 《대장금》 - 정운백 역
- 2003년 《그대 아직도 꿈꾸고 있는가》 - 송 과장 역
- 2004년 《꽃보다 아름다워》 - 고모부 역
- 2004년 《영웅시대》 - 세기건설 이상구 상무 역
- 2004년 《홍소장의 가을》 - 마서방 역
- 2004년 《깡순이》 - 어복만 역
- 2004년 《부모님전상서》
- 2004년 《빙점》 - 노광춘 역
- 2004년 《물꽃마을 사람들》 - 손동호 역
- 2005년 《서동요》 - 왕구 역
- 2006년 《사랑과 야망》 - 미자 아버지 역
- 2006년 《얼마나 좋길래》 - 하선장 역
- 2006년 《연개소문》 - 백제 상좌평 성충 역
- 2007년 《이산》 - 남사초 역
- 2008년 《신의 저울》 - 신달수 역
- 2008년 《사랑해, 울지마》 - 배대성 역
- 2010년 《동이》 - 김구선 역
- 2010년 《신이라 불리운 사나이》- 서태진 역
- 2010년 《바람불어 좋은 날》 - 최현우 역
- 2011년 《마이 프린세스》 - 오기택 역
- 2011년 《태양의 신부》 - 김학규 역
- 2012년 《옥탑방 왕세자》 - 박인철 역 (특별출연)
- 2012년 《인수대비》 - 내관 김처선 역
- 2012년 《마의》 - 오장박 역
- 2013년 《미친 사랑》 - 윤문도 역
- 2013년 《그녀의 신화》 - 은기정 역
- 2014년 《끝없는 사랑》 - 한갑수 역
- 2014년 《오만과 편견》 - 박순배 역
- 2015년 《하이드 지킬, 나》 - 민대표 역
- 2015년 《이혼변호사는 연애중》 - 고동산 역
- 2015년 《리멤버 - 아들의 전쟁》 - 오정아의 아버지 오성택 역
- 2016년 《옥중화》 - 정막개 역
- 2016년 《딴따라》 - 서재훈의 아버지 역
- 2017년 《맨투맨》
- 2017년 《명불허전》 - 유찬성 / 노숙자 김씨 역
- 2017년 《세상에서 가장 아름다운 이별》 - 정박사 역
- 2019년 《그녀의 사생활》 - 성근호 역
- 2019년 《블랙독》 - 고성철 역

### 영화
- 1986년 《이장호의 외인구단》 - 해태타이거즈 마동탁 역
- 1986년 《서울황제》 - 남자 대학생 역
- 1998년 《약속》
- 2000년 《그림일기》 - 전두호 역
- 2001년 《선물》 - 황PD 역
- 2004년 《내 남자의 로맨스》 - 삼촌 역
- 2005년 《파송송 계란탁》 - 조PD 역
- 2014년 《빅매치》 - 수경부 역 (특별출연)

### 연극
- 1988년 《인목대비》 ... 류희분 역(조연)
- 1995년 《작가 계용묵의 명운》 ... 계용묵 역(주연)
- 2003년 《이괄과 흥안군》 ... 조선 인조 이종 역(주연)

### 뮤지컬
- 1988년 《사운드 오브 뮤직》
- 1989년 《쉘부르의 우산》
- 1990년 《아가씨와 건달들》

### 라디오 프로그램
- 2015년 EBS FM 《EBS 책 읽는 라디오 낭독 시리즈》

### CF
- 1991년 제일제당 멸치 다시다 (With. 김혜자, 김도연)
- 2017년 차령산맥 차령삼
- 2024년 경남제약 쏘팔메토